# Tryphon communis
Tryphon communis là một loài tò vò trong họ Ichneumonidae.